# Ludwig Bernauer
 Ludwig Bernauer  (* 3. April 1922 in Kriens; † 31. März 2004 in Bottmingen) war ein Schweizer Fotograf.

## Leben
Bernauer wurde 1922 in Kriens geboren, wo er auch aufwuchs. Er war Sohn des technischen Zeichners Otto Alois Arnold und dessen Frau Rosalia, geborene Vonmatt.
Bernauer begann 1938 an der Luzerner Kunstgewerbeschule seine Ausbildung zum Fachfotografen, die er mit Auszeichnung abschloss. Danach arbeitete an verschiedenen Orten, bevor er sich 1946 im Raum Basel niederliess. 1959 erschien sein erster Bildband über Schottland. Die meisten Motive fand er in der Grenzregion von Basel, dem Jura und dem Elsass. Bernauer arbeitete ab 1961 als freier Fotograf bei der Nationalzeitung und der Basler Zeitung. Bekanntheit erlangte er auch durch seine Ausstellungen und seine Buchpublikationen. 1969 zog er mit seiner Familie nach Bottmingen. Seine fotografische Karriere beendet er 1990 und zeichnete fortan.
Er trug meist ein Béret und zog die klassische Schwarzweissfotografie den anderen bildgebenden Techniken vor. Das Thema seiner Bilder war zwar oft die „Patina“ der gewählten Motive. Der positive Gesamteindruck seiner Werke überwiegt jedoch. Im Jahr 1990 erhielt er für seine fotografische Arbeit den Nitoba-Preis und für sein Engagement im Landschaftsschutz im selben Jahr den Naturschutzpreis des Bundes für Naturschutz Baselland.